# Listă de compoziții de Iosif Ivanovici
Mai jos este o listă de compoziții scrise de autorul român Iosif Ivanovici. Numai pentru o parte din acestea este cunoscut numărul opusului, piesele respective fiind prezentate în această ordine. În lipsa altor informații, restul de piese sunt ordonate alfabetic. Există piese cunoscute și prin numele tradus în diverse limbi de circulație; în unele cazuri, nu a fost găsit titlul original, ci numai traduceri – acestea figurează la capătul listei alfabetice. 
În dreptul unora dintre piese sunt notate legături către înregistrări audio (integrale sau doar fragmente) disponibile pe Internet.

## După opus
- Inima română (en. Romanian's heart, fr. Cordialité roumaine), vals, op. 51  Arhivat în 25 februarie 2007, la Wayback Machine.
- (germ. Im Mondemglanz), vals, op. 122
- Poker, polcă, op. 123
- (germ. Am Hofe der Czarin, fr. La Czarine), vals, op. 124
- Regina balului (germ. Die Ballkönigin), vals, op. 127
- (germ. Goldene Stunden, fr. Heures Dorées), vals, op. 128 (1893)
- Céline, polcă-mazurcă op. 130
- Natalia (fr. Nathalie), vals, op. 134
- (germ. Der Liebesbote), vals, op. 136
- De-a gajurile (germ. Beim Pfänderspiel), polcă franceză, op. 137
- Floricică fermecată (germ. Blüthenzauber), vals, op. 149
- (germ. Lieb' um Liebe, fr. Amour pour amour), vals, op. 155
- Viziunea orientului (fr. Vision de l'Orient), vals, op. 157

## Lucrări fără opus
| - Adio, Focșani (germ. Abschied von Focșani), marș Arhivat în 25 februarie 2007, la Wayback Machine. - Alina, vals - Amalia, vals - Amintiri din Brăila (fr. Souvenir de Brăila), cadril - Asalt (germ. Sturm), galop Arhivat în 25 februarie 2007, la Wayback Machine. - Aurel, vals - Carmen Sylva, vals (1892) Arhivat în 25 februarie 2007, la Wayback Machine. - Cleopatra, vals - Elena, polcă-mazurcă - Farmecul munților (en. Magic of the Mountains), vals Arhivat în 25 februarie 2007, la Wayback Machine. - Farmecul Peleșului - Fata pescarului - Fetele vesele (germ. Liebes Klänge), polcă Arhivat în 25 februarie 2007, la Wayback Machine. - Fiica marinarului (germ. Schiffers Tochterlein, fr. La fille du marin), vals - Flori de câmp (germ. Feldblumen, en. Wild Flowers), vals Arhivat în 25 februarie 2007, la Wayback Machine. - Frumoasa româncă, vals - Frumoșii ochi albaștri, lied - Hora micilor dorobanți - Inimioară (germ. Herzliebchen), vals - Incognito, vals Arhivat în 25 februarie 2007, la Wayback Machine. - Kalinderu, marș - La balul curții, mazurcă - Luceafărul, vals - Mariana, polcă Arhivat în 25 februarie 2007, la Wayback Machine. - Marș militar - Marșul Carol | - Meteor, vals - Odalisca (fr. L'Odalisque), polcă-mazurcă - Pe Dunăre, mazurcă - Plăcerea balului, mazurcă - Porumbeii albi - Regina dimineței [sic!] (fr. La reine du matin, germ. Die Konigin des Morgens) - Rosina, polcă (1902) - Sârba moților - Serenada (fr. La serenade), serenadă - Sinaia, vals - Suspinul (germ. Seufzer), vals - Suvenire, cadril - Șoricelul (germ. Maus), polcă - Tatiana, vals - Trandafirii Orientului (fr. Roses de l'Orient, germ. Rosen aus dem Orient), vals - Țiganca (germ. Szerenade Zigeuneren), serenadă - Ușor ca un vis (germ. Leicht, wie der Traum, fr. Légère comme un rêve), vals - Valsul Agathei, vals Arhivat în 25 februarie 2007, la Wayback Machine. intro - Valurile Dunării, vals (1880) Arhivat în 22 iulie 2011, la Wayback Machine. - Viața la București, vals - Visuri de aur, vals - Visul serii (germ. Abendträume), polcă-mazurcă Arhivat în 25 februarie 2007, la Wayback Machine. - Zâna Dunării - (en. Bavarian Landler), vals lent - (germ. Kaiserreise, fr. Voyage imperial), marș - (fr. La Bella Roumaine), vals (1901) |

### Discografie
- CD: Ivanovici, Iosif (2005). Valurile Dunării, Donauwellen / Waves of the Danube – Valurile Dunării, Electrecord, EDC 600 DDD, Înregistrat la Timișoara între 3 și 6 aprilie 2004, Discovery Records

1. Carmen Silva – Vals
2. Valurile Dunării – vals (interpretat vocal de Patricia Seymour)
3. Mariana – polcă
4. Incognito – vals
5. Adio Focșani – marș
6. Agatha – vals
7. Fetele vesele – polcă
8. Flori de câmp – vals
9. Visul serii – polcă mazurcă
10. Farmecul munților – vals
11. Asalt – galop militar
12. Inimă română – vals